# Меппен (Куворден)
Меппен (нід. Meppen) — село в нідерландській провінції Дренте. Входить до муніципалітету Куворден.
Його площа становить 16,73 км², а населення станом на 2021 рік складало 385 осіб.